# Aigakikoeru
『aigakikoeru』（あいがきこえる）は、KOKIAの5枚目のオリジナルアルバム。2007年5月23日にビクターエンタテインメントから発売された。

## 解説
4thアルバム「歌がチカラ」から2年10ヶ月ぶりの新作となる（なお、2006年にはベストアルバム『pearl 〜The Best Collection〜』が発売されている）。本作はフランスで先行発売されており、日本盤では新たに「命の光」とボーナストラックの「ありがとう… (from KOKIA 2007)」が追加されている。

## 収録曲
1. いつか誰かを愛した時
2. 宇宙が…
3. アヒルのココロ
4. 二人の娘
5. 覚醒〜open your eyes〜
6. cocoro
7. HUMANITARIAN
8. so sad so bad
9. やさしくされるとやさしくなれる花
10. ぬくもり〜aigakikoeru〜
11. why do I sing?
12. あたたかい場所
13. 祈りにも似た美しい世界
14. 命の光
15. Bonus Track：ありがとう… (from KOKIA 2007)